# Dusnok
Dusnok – wieś i gmina w południowej części Węgier, w pobliżu miasta Kalocsa. Gmina liczy 3219 mieszkańców (2023) i zajmuje obszar 57,47 km².

## Położenie
Miejscowość leży na obszarze Wielkiej Niziny Węgierskiej, w komitacie Bács-Kiskun, w powiecie Kalocsa.